# Nicolai Gotthard Carstens
Nicolai Gotthard Carstens (født 1678, død 1748) var en dansk embedsmand, far til Adolph Gotthard og Friedrich Carstens.
Han stammede fra Lübeck, blev kammersekretær hos Prins Carl og døde som konferensråd og landfoged i Bredsted. Han var gift med Justina Christina von Johnn (død 1733).